# Eleocharis subfoliata
Eleocharis subfoliata är en halvgräsart som beskrevs av Charles Baron Clarke. Eleocharis subfoliata ingår i släktet småsäv, och familjen halvgräs. Inga underarter finns listade i Catalogue of Life.